# ميغيل فرانك
ميغيل فرانك (بالإسبانية: Miguel Frank)‏ هو محامي وكاتب ورسام ومخرج تشيلي، ولد في 27 مارس 1920، وتوفي في 9 أغسطس 1994.

## وصلات خارجية
- ميغيل فرانك على موقع IMDb (الإنجليزية)
- ميغيل فرانك على موقع كينوبويسك (الروسية)